# Голомискіно
Голомискіно (рос. Голомыскино) — село у Тогучинському районі Новосибірської області Російської Федерації.
Входить до складу муніципального утворення Зав'яловська сільрада. Населення становить 98 осіб (2010).

## Історія
Згідно із законом від 2 червня 2004 року органом місцевого самоврядування є Зав'яловська сільрада.

## Населення
| 2002 | 2007 | 2010 |
| ---- | ---- | ---- |
| 154  | ↘138 | ↘98  |